# Yamane Miki
Yamane Miki (山根 視来 (Sơn Căn Thị Lai) Yamane Miki, sinh ngày 22 tháng 12 năm 1993) là một cầu thủ bóng đá chuyên nghiệp người Nhật Bản hiện đang thi đấu ở vị trí tiền vệ cho câu lạc bộ Kawasaki Frontale và đội tuyển quốc gia Nhật Bản.

## Sự nghiệp
Yamane Miki gia nhập câu lạc bộ Shonan Bellmare vào năm 2016. Ngày 20 tháng 4, anh có trận ra mắt ở J.League Cup (gặp Júbilo Iwata).

## Thống kê

### Đội tuyển quốc gia
Tính đến ngày 5 tháng 12 năm 2022
| Nhật Bản  | Nhật Bản | Nhật Bản |
| Năm       | Trận     | Bàn      |
| --------- | -------- | -------- |
| 2021      | 6        | 1        |
| 2022      | 10       | 2        |
| Tổng cộng | 16       | 2        |

Bàn thắng quốc tế
| #  | Ngày                | Địa điểm                                 | Đối thủ  | Bàn thắng | Kết quả | Giải đấu       |
| -- | ------------------- | ---------------------------------------- | -------- | --------- | ------- | -------------- |
| 1. | 25 tháng 3 năm 2021 | Sân vận động Nissan, Yokohama, Nhật Bản  | Hàn Quốc | 1–0       | 3–0     | Giao hữu       |
| 2. | 10 tháng 6 năm 2022 | Sân vận động Noevir Kobe, Kobe, Nhật Bản | Ghana    | 1–0       | 4–1     | Cúp Kirin 2022 |

## Danh hiệu

### Câu lạc bộ
- J1 League: 2020, 2021
- Siêu cúp Nhật Bản: 2021

### Cá nhân
- Đội hình tiêu biểu J.League: 2021